# West Ham United Football Club 2015-2016
Questa voce raccoglie le informazioni riguardanti il West Ham United Football Club nelle competizioni ufficiali della stagione 2015-2016.

## Rosa
| N. |                          | Ruolo | Calciatore        |
| -- | ------------------------ | ----- | ----------------- |
| 1  | Irlanda (bandiera)       | P     | Darren Randolph   |
| 2  | Nuova Zelanda (bandiera) | D     | Winston Reid      |
| 3  | Inghilterra (bandiera)   | D     | Aaron Cresswell   |
| 4  | Camerun (bandiera)       | C     | Alexandre Song    |
| 4  | Inghilterra (bandiera)   | C     | Kevin Nolan       |
| 5  | Inghilterra (bandiera)   | D     | James Tomkins     |
| 7  | Inghilterra (bandiera)   | C     | Matthew Jarvis    |
| 8  | Senegal (bandiera)       | C     | Cheikhou Kouyaté  |
| 9  | Inghilterra (bandiera)   | A     | Andy Carroll      |
| 10 | Argentina (bandiera)     | D     | Mauro Zárate      |
| 12 | Inghilterra (bandiera)   | D     | Carl Jenkinson    |
| 13 | Spagna (bandiera)        | P     | Adrián            |
| 14 | Spagna (bandiera)        | C     | Pedro Obiang      |
| 15 | Senegal (bandiera)       | A     | Diafra Sakho      |
| 16 | Inghilterra (bandiera)   | C     | Mark Noble        |
| 17 | Irlanda (bandiera)       | D     | Joey O'Brien      |
| 19 | Galles (bandiera)        | D     | James Collins     |
| 20 | Nigeria (bandiera)       | C     | Victor Moses      |
| 20 | Mali (bandiera)          | A     | Modibo Maïga      |
| 21 | Italia (bandiera)        | D     | Angelo Ogbonna    |
| 21 | Francia (bandiera)       | C     | Morgan Amalfitano |
| 22 | Inghilterra (bandiera)   | D     | Sam Byram         |
| 23 | Uruguay (bandiera)       | C     | Diego Poyet       |
| 25 | Canada (bandiera)        | D     | Doneil Henry      |
| 26 | Croazia (bandiera)       | A     | Nikica Jelavić    |

| N. |                        | Ruolo | Calciatore             |
| -- | ---------------------- | ----- | ---------------------- |
| 27 | Francia (bandiera)     | C     | Dimitri Payet          |
| 28 | Argentina (bandiera)   | C     | Manuel Lanzini         |
| 29 | Nigeria (bandiera)     | A     | Emmanuel Emenike       |
| 30 | Inghilterra (bandiera) | A     | Michail Antonio        |
| 31 | Ecuador (bandiera)     | A     | Enner Valencia         |
| 32 | Inghilterra (bandiera) | D     | Reece Burke            |
| 33 | Scozia (bandiera)      | D     | Stephen Hendrie        |
| 34 | Svizzera (bandiera)    | P     | Raphael Spiegel        |
| 35 | Inghilterra (bandiera) | C     | Reece Oxford           |
| 36 | Inghilterra (bandiera) | A     | Elliot Lee             |
| 37 | Inghilterra (bandiera) | D     | Lewis Page             |
| 39 | Irlanda (bandiera)     | A     | Josh Cullen            |
| 41 | Inghilterra (bandiera) | C     | Marcus Browne          |
| 41 | Inghilterra (bandiera) | D     | Sam Westley            |
| 42 | Norvegia (bandiera)    | A     | Martin Samuelsen       |
| 44 | Inghilterra (bandiera) | C     | George Dobson          |
| 45 | Inghilterra (bandiera) | D     | Kyle Knoyle            |
| 51 | Inghilterra (bandiera) | A     | Jordan Brown           |
| 54 | Inghilterra (bandiera) | D     | Leo Chambers           |
| 61 | Inghilterra (bandiera) | A     | Nathan Mavila          |
| 62 | Inghilterra (bandiera) | D     | Amos Nasha             |
| 64 | Bermuda (bandiera)     | A     | Djair Parfitt-Williams |
| 65 | Inghilterra (bandiera) | D     | Josh Pask              |
| 66 | Inghilterra (bandiera) | D     | Alex Pike              |

## Calciomercato

### Sessione estiva(dal 01/07 al 01/09)
| Arrivi | Arrivi           | Arrivi              | Arrivi     |
| R.     | Nome             | da                  | Modalità   |
| ------ | ---------------- | ------------------- | ---------- |
| P      | Darren Randolph  |                     | svincolato |
| D      | Carl Jenkinson   | Arsenal             | prestito   |
| D      | Angelo Ogbonna   | Juventus            | definitivo |
| C      | Manuel Lanzini   | Al-Jazira           | prestito   |
| C      | Victor Moses     | Chelsea             | prestito   |
| C      | Pedro Obiang     | Sampdoria           | definitivo |
| C      | Dimitri Payet    | Olympique Marsiglia | definitivo |
| C      | Alexandre Song   | Barcellona          | prestito   |
| A      | Michail Antonio  | Nottingham Forest   | definitivo |
| A      | Martin Samuelsen |                     | svincolato |

| Partenze         | Partenze          | Partenze      | Partenze      |
| R.               | Nome              | a             | Modalità      |
| ---------------- | ----------------- | ------------- | ------------- |
| D                | Reece Burke       | Bradford City | prestito      |
| C                | Morgan Amalfitano |               | svincolato    |
| C                | Matthew Jarvis    | Norwich City  | prestito      |
| C                | Kevin Nolan       |               | svincolato    |
| C                | Diego Poyet       | MK Dons       | prestito      |
| A                | Modibo Maïga      | Al-Nassr      | definitivo    |
| Altre operazioni |                   |               |               |
| R.               | Nome              | da            | Modalità      |
| D                | Carl Jenkinson    | Arsenal       | fine prestito |
| C                | Alexandre Song    | Barcellona    | fine prestito |

### Sessione invernale(dal 01/01 al 01/02)
| Arrivi           | Arrivi           | Arrivi     | Arrivi        |
| R.               | Nome             | da         | Modalità      |
| ---------------- | ---------------- | ---------- | ------------- |
| D                | Sam Byram        | Leeds Utd  | definitivo    |
| A                | Emmanuel Emenike | Fenerbahçe | prestito      |
| Altre operazioni |                  |            |               |
| R.               | Nome             | da         | Modalità      |
| C                | Diego Poyet      | MK Dons    | fine prestito |

| Partenze | Partenze     | Partenze   | Partenze   |
| R.       | Nome         | a          | Modalità   |
| -------- | ------------ | ---------- | ---------- |
| C        | Diego Poyet  | Charlton   | prestito   |
| A        | Mauro Zárate | Fiorentina | definitivo |

### Dopo la sessione invernale
| Arrivi | Arrivi       | Arrivi    | Arrivi        |
| R.     | Nome         | da        | Modalità      |
| ------ | ------------ | --------- | ------------- |
| D      | Doneil Henry | Blackburn | fine prestito |

| Partenze | Partenze       | Partenze      | Partenze   |
| R.       | Nome           | a             | Modalità   |
| -------- | -------------- | ------------- | ---------- |
| D        | Doneil Henry   | Blackburn     | prestito   |
| A        | Nikica Jelavić | Beijing Renhe | definitivo |

## Risultati

### Premier League

#### Girone di andata
| Arbitro: | Atkinson (Bradford) |

|  |           |                        |
|  | Marcatori | 43’ Kouyaté 57’ Zárate |

| Arbitro: | Taylor (Wythenshawe) |

|           |           |                        |
| Payet 55’ | Marcatori | 27’ Okazaki 38’ Mahrez |

| Arbitro: | Moss (Sunderland) |

|                                        |           |                                      |
| Noble 48’ (rig.) Kouyaté 53’ Maïga 82’ | Marcatori | 11’, 28’, 79’ (rig.) Wilson 66’ Pugh |

| Arbitro: | Friend (Bristol) |

|  |           |                                   |
|  | Marcatori | 3’ Lanzini 29’ Noble 90'+2’ Sakho |

| Arbitro: | Taylor (Wythenshawe) |

|               |           |  |
| Payet 9’, 48’ | Marcatori |  |